# Baciary

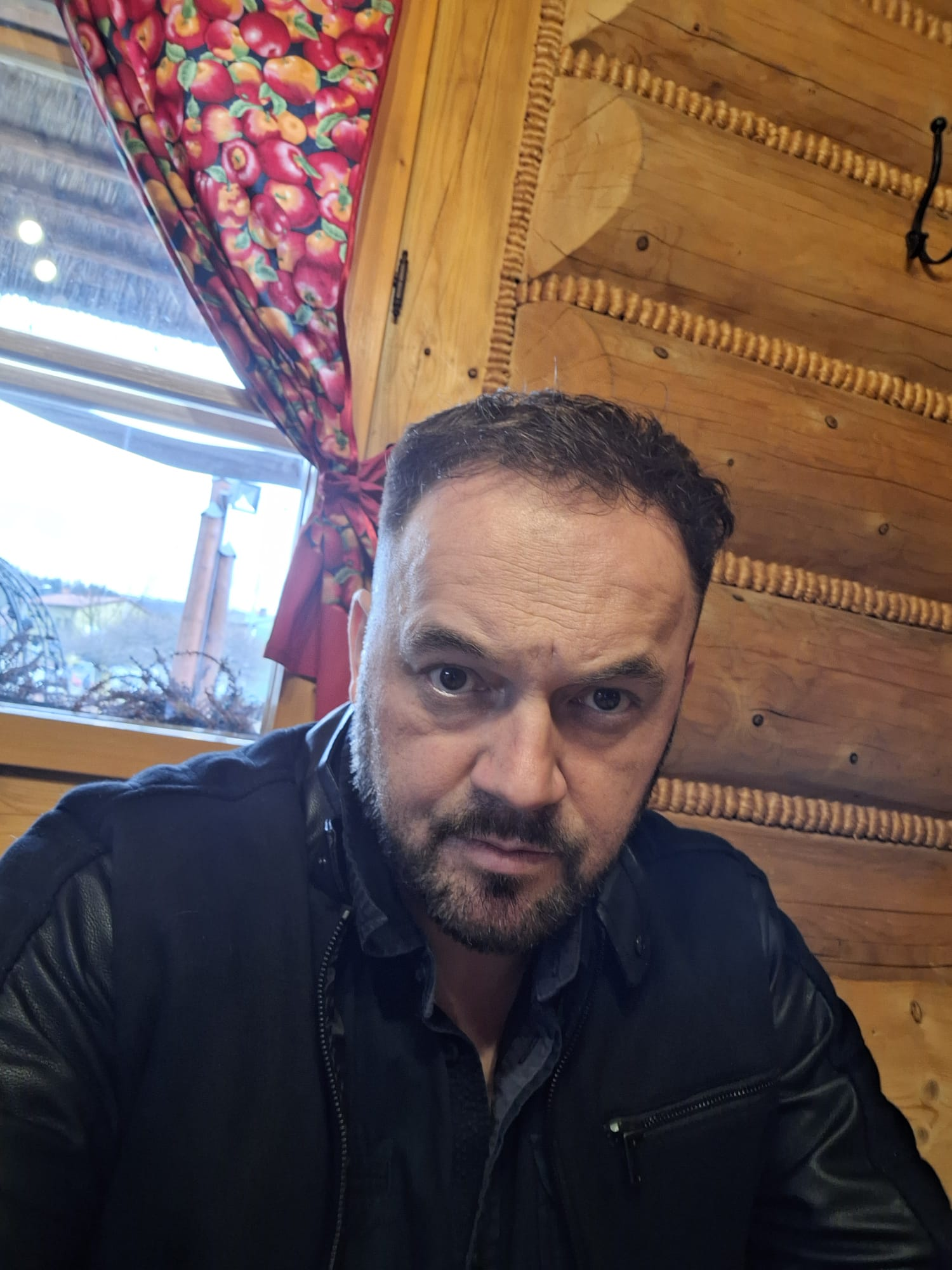
Janusz Body, gitara basowa, śpiew.

Baciary – polski zespół folklorystyczny założony przez braci Janusza i Andrzeja Body w 2002 roku na Podhalu. W swojej muzyce oraz strojach grupa nawiązuje do tradycji góralskiej. Skład zespołu zmieniał się na przestrzeni lat. Do najbardziej znanych utworów należą: „Żyje się raz”, „Oczy zielone”, „Nic do stracenia”, „Jak się bawią ludzie”, „Lubię Śpiewać, Lubię Tańczyć”.

## Skład
Stan na wrzesień 2019:
- Janusz Body (gitara basowa, śpiew)
- Andrzej Body (instrumenty klawiszowe, śpiew)
- Władysław Lassak (akordeon, śpiew)
- Jan Strama (gitara)
- Zdzisław Szymczyk (perkusja, śpiew)
- Andrzej Skupień (skrzypce)
- Maciej Marduła (perkusja)

## Dyskografia (fonografia)
- Baciary z baciarami
- Baciarskie śpiywki
- Baciar jo se baciar (2005)[1]
- Zabawa weselna górali
- Nic do stracenia
- Wesołe Posiady (składanka z innymi zespołami)
- Lazurowe Spojrzenie (2011)
- Wesołe Posiady 2 (2011) (składanka z innymi zespołami)
- Wesołe Posiady 3 (2012) (składanka z innymi zespołami)
- Lubię Śpiewać, Lubię Tańczyć (2014)
- 1 & 2 (2015)
- Wesołe Posiady 4 (2016) (składanka z innymi zespołami)
- Posiady u Józka Łolsynioka (2018)